# Бузуков
Бузуков (укр. Бузуків) — село в Черкасском районе Черкасской области Украины.
Почтовый индекс — 19633. Телефонный код — 472.

## Население
Население по переписи 2001 года составляло 653 человека.

### Языковой состав
Родной язык населения по данным переписи 2001 года:
| Язык       | Численность, чел. | Доля     |
| ---------- | ----------------- | -------- |
| Украинский | 642               | 98,32 %  |
| Русский    | 11                | 1,68 %   |
| Итого      | 653               | 100,00 % |

## Известные уроженцы
- Негода, Николай Феодосьевич (1928—2008) — украинский писатель, поэт.

## Местный совет
19632, Черкасская обл., Черкасский р-н, с. Степанки, ул. Ленина, 124